# 42 Jeux indémodables
42 Jeux indémodables (だれでもアソビ大全, Daredemo Asobi Taizen au Japon, Clubhouse Games aux États-Unis ou encore 42 All-Time Classics au Royaume-Uni) est une compilation de jeux vidéo de réflexion sorti en 2005 sur Nintendo DS. Le jeu a été développé par Agenda puis édité par Nintendo dans la gamme Touch! Generations. Seul ou à plusieurs, le joueur peut s'adonner à un des quarante-deux jeux de société que propose le titre. Le jeu a bénéficié d'un succès notable à travers le monde.
42 Jeux Indémodables est l'adaptation du jeu original japonais Daredemo Asobi Taizen, améliorée pour sa sortie internationale. Cette adaptation du jeu fut rééditée au Japon le 17 avril 2007 sous le titre Wi-Fi Taiô Sekai no Daredemo Asobi Taizen (Wi-Fi対応世界のだれでもアソビ大全), qui bénéficie d'une nouvelle esthétique ainsi que de la compatibilité avec la Connexion Wi-Fi Nintendo qui n'était pas présente dans la première version japonaise.

## Système de jeu
42 Jeux Indémodables propose de jouer à des jeux de société en solo, en multijoueur ou sur la Connexion Wi-Fi Nintendo jusqu'à huit joueurs. Jouable entièrement avec l'écran tactile de la Nintendo DS, le joueur a le choix entre plusieurs modes de jeu pour satisfaire ses attentes.

## Liste des jeux

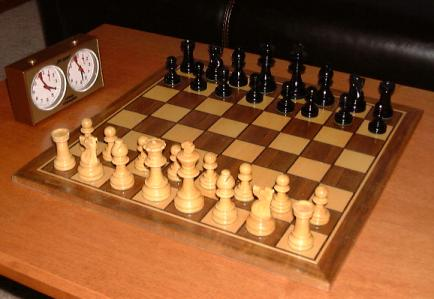
Jeu d'échecs.

Le joueur a accès à quarante-deux jeux répartis en huit catégories :

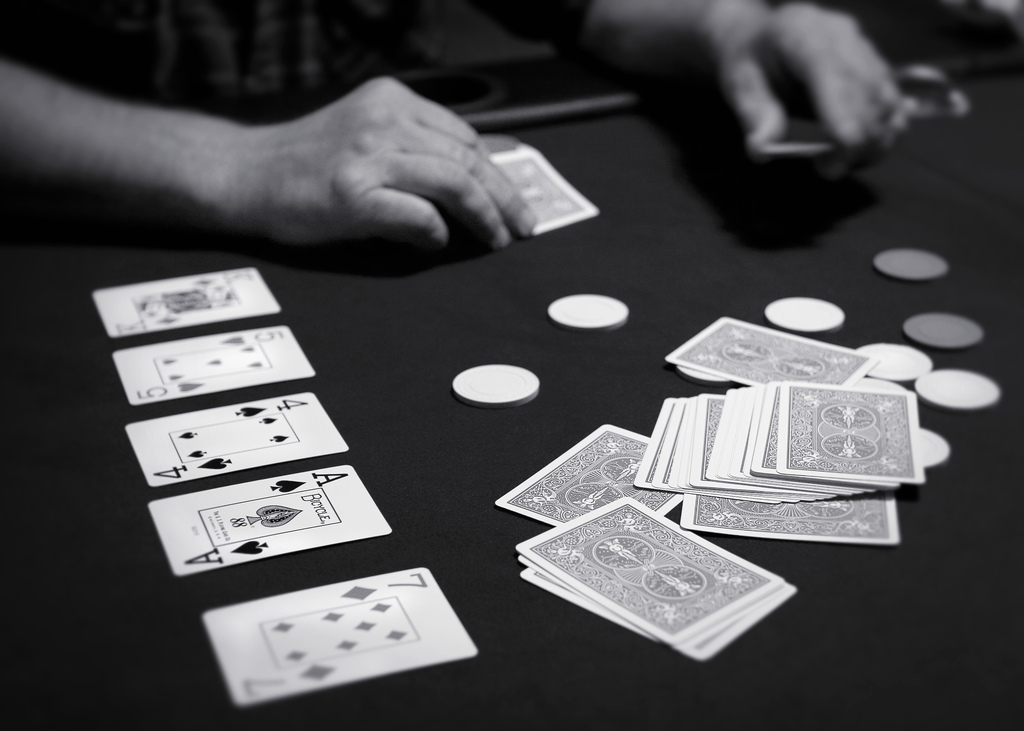
Jeu du Texas Hold'Em.

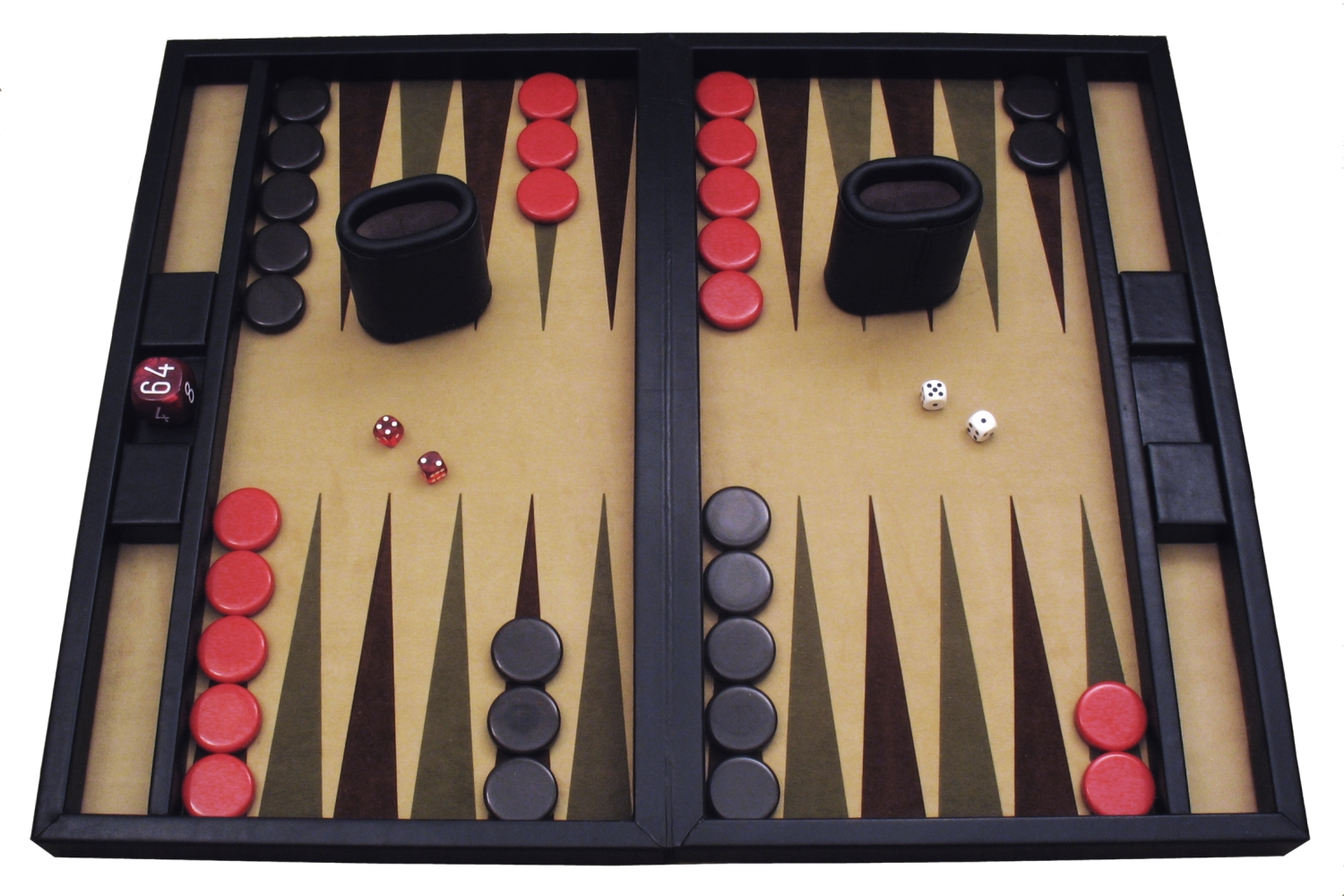
Jeu du Backgammon.

- Jeux de cartes simples : Pouilleux ; Crapette rapide ; Menteur ; Fan Tan ; Mémoire ; Cochon (en)
- Jeux de cartes intermédiaires : Black jack ; Dame de pique ; Président ; Rami ; 7 Bridge ; Dernière carte (en) ; Dernière carte +
- Jeux de cartes difficiles : Cinq cartes ; Texas Hold'Em ; Napoléon (en) ; Atout Pique ; Bridge
- Jeux de plateau simples : Dames chinoises ; Dames ; Petits carrés ; Hasami shōgi (en) ; Reversi ; Puissance cinq ; Bataille navale
- Jeux de plateau difficiles : Backgammon ; Échecs, Shōgi ; Bellicus ; Ludo
- Jeux divers : Soda ; Dominos ; Koi-Koi ; Perce-mot
- Jeux d'action : Bowling ; Fléchettes ; Billard ; Équilibre ; Conquête
- Jeux Un joueur : Solitaire ; Fuite ; Mah-jong solitaire

Les jeux en gras sont déverrouillables depuis le mode Tampon.

## Modes de jeu

### Mode Libre
Permet de jouer à n’importe quel jeu disponible et d’établir ses propres options. Remporter un jeu un certain nombre de fois permet de déverrouiller de nouveaux designs. Il est également possible de consulter les règles d'un jeu à tout moment.

### Mode Tampon
Dans ce mode, les jeux sont joués dans un ordre précis séparés en cinq niveaux composés de neuf jeux chacun. Il est nécessaire d’obtenir trois tampons dans un jeu pour passer au suivant. Le nombre de tampons obtenus varie selon l’issue du jeu : finir premier fait gagner trois tampons, finir deuxième fait gagner deux tampons, les autres positions ne fait gagner qu’un tampon. Les jeux verrouillés dans le mode Libre sont jouables dans le mode Tampon et terminer au moins une fois un de ces jeux permet de le déverrouiller en mode Libre, peu importe l'issue. Finir le mode Tampon une première fois permet de débloquer les modes "Normal" et "Difficile". Finir le mode "Difficile" permet de sélectionner l'écriture multicolore depuis le chat.

### Mode Mission
30 missions sont basées sur différents jeux du mode libre. Celles-ci doivent être remportées en remplissant des conditions de victoire spécifiques (remporter 500 jetons au Black jack, faire sauter une bouteille de soda en 5 secondes, etc.). Chaque mission réussie permet de déverrouiller une icône pouvant être affichée sur le profil du joueur. Réussir toutes les missions permet de changer la musique en style "Pop".

### Mode multijoueur
Un joueur peut affronter jusqu'à sept adversaires sur un des trente-neuf jeux multijoueurs, soit en local avec huit Nintendo DS et un seul exemplaire du jeu sur un rayon de dix mètres, soit en ligne par l'intermédiaire du Nintendo Wi-Fi Connection avec des joueurs du monde entier. Une fois en ligne, le joueur peut rejoindre une des salles de jeu disponibles ou bien créer la sienne. Il peut également retrouver un joueur précis dans l'idée de l'affronter en entrant le code ami de celui-ci dans son jeu.
Un système de chat est mis à disposition des joueurs pour discuter durant une partie. Ils peuvent écrire leur message, ou même dessiner, directement sur l'écran tactile de la console à l'aide de leur stylet, à la manière du programme PictoChat.

## Localisation
Lors de l’exportation du jeu à l’international, huit jeux de Daredemo Asobi Taizen ont été retirés afin d'être remplacés par des jeux inédits :
- Jeux exclusifs à Daredemo Asobi Taizen : Daifugō ; Napoléon (variante japonaise) ; Goninkan ; Bōzumekuri ; Sugoroku ; Dernier ; Bascule ; Golf.

- Jeux exclusifs à la version internationale : Président ; Texas Hold'Em ; Petits carrés ; Bataille navale ; Ludo ; Dominos ; Fuite ; Mah-jong solitaire.

## Accueil
42 Jeux Indémodables a été assez bien accueilli par la presse. Elle loue sa durée de vie conséquente due à la longue liste de jeux proposés par le titre, malgré des inégalités techniques et d'intérêts entre chacun d'eux. Peu attrayant graphiquement et musicalement, il utilise cependant l'écran tactile de la console avec réussite. La presse salue également son mode multijoueur, jouable jusqu'à huit avec une seule cartouche ou sur Internet via le Nintendo Wi-Fi Connection. Jeuxvideo.com conclut :
« Bonne surprise que ce 42 Jeux Indémodables. Loin d'être une révolution technique (ce qu'on ne lui demande pas de toute façon), le titre surprend par l'éclectisme de ses jeux, qui ne se valent pas tous, soit dit en passant. Néanmoins, le petit prix de vente, la bonne utilisation des possibilités de la console ou ses modes multijoueurs suffiront à vous laisser tenter »
Se plaçant dans la gamme Touch! Generations de Nintendo, 42 Jeux Indémodables fut particulièrement bien reçu auprès des joueurs et du grand public, comme en témoignent les ventes, notamment au Japon : 301 809 jeux vendus pour l'année 2005 (35e meilleure vente de l'année) et 296 246 jeux vendus pour l'année 2006 (43e meilleure vente de l'année). Ce succès peut être attribué, outre aux qualités du jeu elles-mêmes, à son prix de lancement généreux (30 euros) et à son principe de « je prends et je joue » qui nécessite peu de temps à lui consacrer. Parfait pour passer le temps, « un compagnon de voyage idéal durant les longs trajets en voiture ».

### Médias externes
- [vidéo] Présentation des menus et du jeu du solitaire.